# 尚村镇 (周至县)
尚村镇，是中华人民共和国陕西省西安市周至縣下辖的一个乡镇级行政单位。

## 行政区划
尚村镇下辖以下地区：
尚村社区、尚村、宋滩村、新范村、张寨村、临桥村、临川寺村、新河村、钟徐村、梁家村、马村、西岩坊村、涧里村、南寨村、神灵寺村、王屯村、西坡村、留村、圪塔头村、西凤头村、围墙村、西岩村、新民村、张屯村、龚家庄村、西晋村、大水屯村和小水屯村。